# Championnat d'Europe de football des moins de 17 ans 2010
Cet article traite de l'épreuve masculine. Pour la compétition féminine, voir Championnat d'Europe de football féminin des moins de 17 ans 2010.
Navigation
Euro 2009 Euro 2011
La phase finale de l'édition 2010 du Championnat d'Europe de football des moins de 17 ans s'est déroulée lors de l'été 2010 au Liechtenstein. Les joueurs nés après le 1er janvier 1993 pouvaient participer.
Le champion sortant, l'Allemagne, remettait son titre en jeu face à 52 autres nations européennes.

## Tour de qualification
Le tournoi final Championnat d'Europe de football des moins de 17 ans est précédé par deux tours qualificatifs, le tour de qualification puis le tour élite. Durant ces tours 52 équipes nationales tenteront de se qualifier pour figurer parmi les 7 autres équipes qui rejoindront le Liechtenstein lors du tournoi final.
Le tour éliminatoire est joué du 5 septembre au 31 octobre 2009. Les 52 équipes sont divisées en 13 groupes de quatre équipes où un pays organise le tournoi. Après tous les matchs les deux premiers de chaque groupes continuent et se qualifient donc pour le tour Élite. De plus, les deux meilleurs troisième se qualifie également pour le tour Élite.
L'équipe organisatrice est indiquée en italique.

### Groupe 1
| Rang | Équipe      | Pts | J | G | N | P | Bp | Bc | Diff |  | Résultats (▼ dom., ► ext.) |     |     |     |     |
| ---- | ----------- | --- | - | - | - | - | -- | -- | ---- |  | -------------------------- | --- | --- | --- | --- |
| 1    | Angleterre  | 9   | 3 | 3 | 0 | 0 | 11 | 2  | +9   |  | Angleterre                 |     | 1-0 | 4-0 | 6-2 |
| 2    | Serbie      | 4   | 3 | 1 | 1 | 1 | 1  | 1  | 0    |  | Serbie                     | 0-1 |     | 0-0 | 1-0 |
| 3    | Azerbaïdjan | 4   | 3 | 1 | 1 | 1 | 3  | 5  | -2   |  | Azerbaïdjan                | 0-4 | 0-0 |     | 3-1 |
| 4    | Kazakhstan  | 0   | 3 | 0 | 0 | 3 | 3  | 10 | -7   |  | Kazakhstan                 | 2-6 | 0-1 | 1-3 |     |

### Groupe 2
| Rang | Équipe     | Pts | J | G | N | P | Bp | Bc | Diff |  | Résultats (▼ dom., ► ext.) |     |     |     |     |
| ---- | ---------- | --- | - | - | - | - | -- | -- | ---- |  | -------------------------- | --- | --- | --- | --- |
| 1    | Espagne    | 9   | 3 | 3 | 0 | 0 | 19 | 2  | +17  |  | Espagne                    |     | 4-1 | 9-1 | 6-0 |
| 2    | Roumanie   | 6   | 3 | 2 | 0 | 1 | 6  | 4  | +2   |  | Roumanie                   | 1-4 |     | 1-0 | 4-0 |
| 3    | Lituanie   | 3   | 3 | 1 | 0 | 2 | 4  | 12 | -8   |  | Lituanie                   | 1-9 | 0-1 |     | 3-2 |
| 4    | Îles Féroé | 0   | 3 | 0 | 0 | 3 | 2  | 13 | -11  |  | Îles Féroé                 | 0-6 | 0-4 | 2-3 |     |

### Groupe 3
| Rang | Équipe     | Pts | J | G | N | P | Bp | Bc | Diff |  | Résultats (▼ dom., ► ext.) |     |     |     |     |
| ---- | ---------- | --- | - | - | - | - | -- | -- | ---- |  | -------------------------- | --- | --- | --- | --- |
| 1    | Croatie    | 7   | 3 | 2 | 1 | 0 | 4  | 2  | +2   |  | Croatie                    |     | 1-0 | 2-1 | 1-1 |
| 2    | Belgique   | 4   | 3 | 1 | 1 | 1 | 4  | 3  | +1   |  | Belgique                   | 0-1 |     | 3-1 | 1-1 |
| 3    | Danemark   | 3   | 3 | 1 | 0 | 2 | 10 | 6  | +4   |  | Danemark                   | 1-2 | 1-3 |     | 8-1 |
| 4    | Monténégro | 2   | 3 | 0 | 2 | 1 | 3  | 10 | -7   |  | Monténégro                 | 1-1 | 1-1 | 1-8 |     |

### Groupe 4
| Rang | Équipe   | Pts | J | G | N | P | Bp | Bc | Diff |  | Résultats (▼ dom., ► ext.) |     |     |     |     |
| ---- | -------- | --- | - | - | - | - | -- | -- | ---- |  | -------------------------- | --- | --- | --- | --- |
| 1    | Autriche | 7   | 3 | 2 | 1 | 0 | 7  | 3  | +4   |  | Autriche                   |     | 4-2 | 2-0 | 1-1 |
| 2    | Pologne  | 6   | 3 | 2 | 0 | 1 | 13 | 5  | +8   |  | Pologne                    | 2-4 |     | 7-0 | 4-1 |
| 3    | Israël   | 3   | 3 | 1 | 0 | 2 | 6  | 10 | -4   |  | Israël                     | 0-2 | 0-7 |     | 6-1 |
| 4    | Arménie  | 1   | 3 | 0 | 1 | 2 | 3  | 11 | -8   |  | Arménie                    | 1-1 | 1-4 | 1-6 |     |

### Groupe 5
| Rang | Équipe    | Pts | J | G | N | P | Bp | Bc | Diff |  | Résultats (▼ dom., ► ext.) |     |     |     |     |
| ---- | --------- | --- | - | - | - | - | -- | -- | ---- |  | -------------------------- | --- | --- | --- | --- |
| 1    | Turquie   | 6   | 3 | 2 | 0 | 1 | 5  | 3  | +2   |  | Turquie                    |     | 1-2 | 2-0 | 2-1 |
| 2    | Allemagne | 6   | 3 | 2 | 0 | 1 | 4  | 2  | +2   |  | Allemagne                  | 2-1 |     | 0-1 | 2-0 |
| 3    | Finlande  | 6   | 3 | 2 | 0 | 1 | 6  | 4  | +2   |  | Finlande                   | 0-2 | 1-0 |     | 5-2 |
| 4    | Macédoine | 0   | 3 | 0 | 0 | 3 | 3  | 9  | -6   |  | Macédoine                  | 1-2 | 0-2 | 2-5 |     |

### Groupe 6
| Rang | Équipe               | Pts | J | G | N | P | Bp | Bc | Diff |  | Résultats (▼ dom., ► ext.) |     |     |     |     |
| ---- | -------------------- | --- | - | - | - | - | -- | -- | ---- |  | -------------------------- | --- | --- | --- | --- |
| 1    | République d'Irlande | 7   | 3 | 2 | 1 | 0 | 3  | 1  | +2   |  | République d'Irlande       |     | 0-0 | 2-1 | 1-0 |
| 2    | Suède                | 5   | 3 | 1 | 2 | 0 | 2  | 0  | +2   |  | Suède                      | 0-0 |     | 0-0 | 2-0 |
| 3    | Bulgarie             | 4   | 3 | 1 | 1 | 1 | 5  | 2  | +3   |  | Bulgarie                   | 1-2 | 0-0 |     | 4-0 |
| 4    | Lettonie             | 0   | 3 | 0 | 0 | 3 | 0  | 7  | -7   |  | Lettonie                   | 0-1 | 0-2 | 0-4 |     |

### Groupe 7
| Rang | Équipe   | Pts | J | G | N | P | Bp | Bc | Diff |  | Résultats (▼ dom., ► ext.) |     |     |     |     |
| ---- | -------- | --- | - | - | - | - | -- | -- | ---- |  | -------------------------- | --- | --- | --- | --- |
| 1    | France   | 7   | 3 | 2 | 1 | 0 | 7  | 3  | +4   |  | France                     |     | 1-1 | 4-1 | 3-1 |
| 2    | Ukraine  | 5   | 3 | 1 | 2 | 1 | 2  | 1  | +1   |  | Ukraine                    | 1-1 |     | 0-0 | 1-0 |
| 3    | Estonie  | 4   | 3 | 1 | 1 | 1 | 2  | 3  | -1   |  | Estonie                    | 1-4 | 0-0 |     | 1-0 |
| 4    | Slovénie | 0   | 3 | 0 | 0 | 3 | 1  | 5  | -4   |  | Slovénie                   | 1-3 | 0-1 | 0-1 |     |

### Groupe 8
| Rang | Équipe          | Pts | J | G | N | P | Bp | Bc | Diff |  | Résultats (▼ dom., ► ext.) |     |     |     |     |
| ---- | --------------- | --- | - | - | - | - | -- | -- | ---- |  | -------------------------- | --- | --- | --- | --- |
| 1    | Pays-Bas        | 6   | 3 | 2 | 0 | 1 | 6  | 2  | +4   |  | Pays-Bas                   |     | 1-0 | 1-2 | 4-0 |
| 2    | Irlande du Nord | 6   | 3 | 2 | 0 | 1 | 4  | 1  | +3   |  | Irlande du Nord            | 0-1 |     | 2-0 | 2-0 |
| 3    | Malte           | 4   | 3 | 1 | 1 | 1 | 2  | 3  | -1   |  | Malte                      | 2-1 | 0-2 |     | 0-0 |
| 4    | Andorre         | 1   | 3 | 0 | 1 | 2 | 0  | 6  | -6   |  | Andorre                    | 0-4 | 0-2 | 0-0 |     |

### Groupe 9
| Rang | Équipe   | Pts | J | G | N | P | Bp | Bc | Diff |  | Résultats (▼ dom., ► ext.) |     |     |     |     |
| ---- | -------- | --- | - | - | - | - | -- | -- | ---- |  | -------------------------- | --- | --- | --- | --- |
| 1    | Grèce    | 5   | 3 | 1 | 2 | 0 | 3  | 2  | +1   |  | Grèce                      |     | 1-0 | 0-0 | 2-2 |
| 2    | Norvège  | 4   | 3 | 1 | 1 | 1 | 2  | 1  | +1   |  | Norvège                    | 0-1 |     | 2-0 | 0-0 |
| 3    | Italie   | 4   | 3 | 1 | 1 | 1 | 5  | 2  | +3   |  | Italie                     | 0-0 | 0-2 |     | 5-0 |
| 4    | Moldavie | 2   | 3 | 0 | 2 | 1 | 2  | 7  | -5   |  | Moldavie                   | 2-2 | 0-0 | 0-5 |     |

### Groupe 10
| Rang | Équipe   | Pts | J | G | N | P | Bp | Bc | Diff |  | Résultats (▼ dom., ► ext.) |     |     |     |     |
| ---- | -------- | --- | - | - | - | - | -- | -- | ---- |  | -------------------------- | --- | --- | --- | --- |
| 1    | Portugal | 7   | 3 | 2 | 1 | 0 | 6  | 3  | +3   |  | Portugal                   |     | 2-0 | 2-1 | 2-2 |
| 2    | Géorgie  | 6   | 3 | 2 | 0 | 1 | 6  | 5  | +1   |  | Géorgie                    | 0-2 |     | 4-2 | 2-1 |
| 3    | Chypre   | 3   | 3 | 1 | 0 | 2 | 5  | 7  | -2   |  | Chypre                     | 1-2 | 2-4 |     | 2-1 |
| 4    | Écosse   | 1   | 3 | 0 | 1 | 2 | 4  | 6  | -2   |  | Écosse                     | 2-2 | 1-2 | 1-2 |     |

### Groupe 11
| Rang | Équipe     | Pts | J | G | N | P | Bp | Bc | Diff |  | Résultats (▼ dom., ► ext.) |     |     |     |     |
| ---- | ---------- | --- | - | - | - | - | -- | -- | ---- |  | -------------------------- | --- | --- | --- | --- |
| 1    | Hongrie    | 7   | 3 | 2 | 1 | 0 | 7  | 1  | +6   |  | Hongrie                    |     | 1-0 | 1-1 | 5-0 |
| 2    | Slovaquie  | 6   | 3 | 2 | 0 | 1 | 5  | 1  | +4   |  | Slovaquie                  | 0-1 |     | 2-0 | 3-0 |
| 3    | Luxembourg | 4   | 3 | 1 | 1 | 1 | 4  | 5  | -1   |  | Luxembourg                 | 1-1 | 0-2 |     | 3-2 |
| 4    | Albanie    | 0   | 3 | 0 | 0 | 3 | 2  | 11 | -9   |  | Albanie                    | 0-5 | 0-3 | 2-3 |     |

### Groupe 12
| Rang | Équipe             | Pts | J | G | N | P | Bp | Bc | Diff |  | Résultats (▼ dom., ► ext.) |     |     |     |     |
| ---- | ------------------ | --- | - | - | - | - | -- | -- | ---- |  | -------------------------- | --- | --- | --- | --- |
| 1    | Pays de Galles     | 7   | 3 | 2 | 1 | 0 | 7  | 5  | +2   |  | Pays de Galles             |     | 2-2 | 3-2 | 2-1 |
| 2    | Bosnie-Herzégovine | 3   | 3 | 0 | 3 | 0 | 3  | 3  | 0    |  | Bosnie-Herzégovine         | 2-2 |     | 1-1 | 0-0 |
| 3    | Islande            | 2   | 3 | 0 | 2 | 1 | 4  | 5  | -1   |  | Islande                    | 2-3 | 1-1 |     | 0-0 |
| 4    | Russie             | 2   | 3 | 0 | 2 | 1 | 2  | 3  | -1   |  | Russie                     | 1-2 | 0-0 | 0-0 |     |

### Groupe 13
| Rang | Équipe      | Pts | J | G | N | P | Bp | Bc | Diff |  | Résultats (▼ dom., ► ext.) |     |      |     |      |
| ---- | ----------- | --- | - | - | - | - | -- | -- | ---- |  | -------------------------- | --- | ---- | --- | ---- |
| 1    | Tchéquie    | 9   | 3 | 3 | 0 | 0 | 9  | 0  | +9   |  | Tchéquie                   |     | 4-0  | 1-0 | 4-0  |
| 2    | Suisse      | 6   | 3 | 2 | 0 | 1 | 12 | 4  | +8   |  | Suisse                     | 0-4 |      | 2-0 | 10-0 |
| 3    | Biélorussie | 3   | 3 | 1 | 0 | 2 | 4  | 3  | +1   |  | Biélorussie                | 0-1 | 0-2  |     | 4-0  |
| 4    | Saint-Marin | 0   | 3 | 0 | 0 | 3 | 0  | 18 | -18  |  | Saint-Marin                | 0-4 | 0-10 | 0-4 |      |

### Meilleurs troisièmes
Les deux meilleurs troisièmes sont qualifiés pour le tour Élite. Seuls les matchs contre les deux premiers des groupes sont pris en compte.
| Équipe      | Groupe | G | N | P | Bp | Bc | Diff | Pts |
| ----------- | ------ | - | - | - | -- | -- | ---- | --- |
| Malte       | 8      | 1 | 0 | 1 | 2  | 3  | -1   | 3   |
| Finlande    | 5      | 1 | 0 | 1 | 1  | 2  | -1   | 3   |
| Islande     | 12     | 0 | 1 | 1 | 3  | 4  | -1   | 1   |
| Bulgarie    | 6      | 0 | 1 | 1 | 1  | 2  | -1   | 1   |
| Estonie     | 7      | 0 | 1 | 1 | 1  | 3  | −2   | 1   |
| Luxembourg  | 11     | 0 | 1 | 1 | 1  | 3  | −2   | 1   |
| Italie      | 9      | 0 | 1 | 1 | 0  | 2  | -2   | 1   |
| Azerbaïdjan | 1      | 0 | 1 | 1 | 0  | 4  | −4   | 1   |
| Chypre      | 10     | 0 | 0 | 2 | 3  | 6  | −3   | 0   |
| Danemark    | 3      | 0 | 0 | 2 | 2  | 5  | −3   | 0   |
| Biélorussie | 13     | 0 | 0 | 2 | 0  | 3  | −3   | 0   |
| Lituanie    | 2      | 0 | 0 | 2 | 1  | 10 | −9   | 0   |
| Israël      | 4      | 0 | 0 | 2 | 0  | 9  | −9   | 0   |

## Tour Élite
Le tour Élite s'est déroulé du 17 au 31 mars 2010. Les 28 équipes qualifiées issues du tour éliminatoire ont été divisées en sept groupes de quatre équipes, dans le format que du tour précèdent. Les 7 vainqueurs de groupes plus le meilleur deuxième ont été qualifiés pour le tournoi final au Liechtenstein.
L'équipe organisatrice est indiquée en italique.

### Groupe 1
| Rang | Équipe   | Pts | J | G | N | P | Bp | Bc | Diff |  | Résultats (▼ dom., ► ext.) |     |     |     |     |
| ---- | -------- | --- | - | - | - | - | -- | -- | ---- |  | -------------------------- | --- | --- | --- | --- |
| 1    | Tchéquie | 6   | 3 | 2 | 0 | 1 | 3  | 2  | +1   |  | Tchéquie                   |     | 1-0 | 0-1 | 2-1 |
| 2    | Pays-Bas | 6   | 3 | 2 | 0 | 1 | 4  | 2  | +2   |  | Pays-Bas                   | 0-1 |     | 2-1 | 2-0 |
| 3    | Géorgie  | 4   | 3 | 1 | 1 | 1 | 4  | 4  | 0    |  | Géorgie                    | 1-0 | 1-2 |     | 2-2 |
| 4    | Ukraine  | 1   | 3 | 0 | 1 | 2 | 3  | 6  | -3   |  | Ukraine                    | 1-2 | 0-2 | 2-2 |     |

### Groupe 2
| Rang | Équipe             | Pts | J | G | N | P | Bp | Bc | Diff |  | Résultats (▼ dom., ► ext.) |     |     |     |     |
| ---- | ------------------ | --- | - | - | - | - | -- | -- | ---- |  | -------------------------- | --- | --- | --- | --- |
| 1    | Portugal           | 7   | 3 | 2 | 1 | 0 | 7  | 2  | +5   |  | Portugal                   |     | 2-0 | 1-1 | 4-1 |
| 2    | Croatie            | 6   | 3 | 2 | 0 | 1 | 5  | 3  | +2   |  | Croatie                    | 0-2 |     | 2-1 | 3-0 |
| 3    | Bosnie-Herzégovine | 2   | 3 | 0 | 2 | 1 | 5  | 6  | -1   |  | Bosnie-Herzégovine         | 1-1 | 1-2 |     | 3-3 |
| 4    | Roumanie           | 1   | 3 | 0 | 1 | 2 | 4  | 10 | -6   |  | Roumanie                   | 1-4 | 0-3 | 3-3 |     |

### Groupe 3
| Rang | Équipe               | Pts | J | G | N | P | Bp | Bc | Diff |  | Résultats (▼ dom., ► ext.) |     |     |     |     |
| ---- | -------------------- | --- | - | - | - | - | -- | -- | ---- |  | -------------------------- | --- | --- | --- | --- |
| 1    | Grèce                | 7   | 3 | 2 | 1 | 0 | 7  | 3  | +4   |  | Grèce                      |     | 3-0 | 2-2 | 2-1 |
| 2    | République d'Irlande | 6   | 3 | 2 | 0 | 1 | 4  | 3  | +1   |  | République d'Irlande       | 0-3 |     | 3-0 | 1-0 |
| 3    | Autriche             | 2   | 3 | 0 | 2 | 1 | 5  | 8  | -3   |  | Autriche                   | 2-2 | 0-3 |     | 3-3 |
| 4    | Finlande             | 1   | 3 | 0 | 1 | 2 | 4  | 6  | -2   |  | Finlande                   | 1-2 | 0-1 | 3-3 |     |

### Groupe 4
| Rang | Équipe          | Pts | J | G | N | P | Bp | Bc | Diff |  | Résultats (▼ dom., ► ext.) |     |     |     |     |
| ---- | --------------- | --- | - | - | - | - | -- | -- | ---- |  | -------------------------- | --- | --- | --- | --- |
| 1    | Espagne         | 6   | 3 | 2 | 0 | 1 | 6  | 1  | +5   |  | Espagne                    |     | 0-1 | 4-0 | 2-0 |
| 2    | Belgique        | 6   | 3 | 2 | 0 | 1 | 3  | 1  | +2   |  | Belgique                   | 1-0 |     | 0-1 | 2-0 |
| 3    | Irlande du Nord | 6   | 3 | 2 | 0 | 1 | 2  | 4  | -2   |  | Irlande du Nord            | 0-4 | 1-0 |     | 1-0 |
| 4    | Pologne         | 0   | 3 | 0 | 0 | 3 | 0  | 5  | -5   |  | Pologne                    | 0-2 | 0-2 | 1-1 |     |

### Groupe 5
| Rang | Équipe         | Pts | J | G | N | P | Bp | Bc | Diff |  | Résultats (▼ dom., ► ext.) |     |     |     |     |
| ---- | -------------- | --- | - | - | - | - | -- | -- | ---- |  | -------------------------- | --- | --- | --- | --- |
| 1    | Turquie        | 7   | 3 | 2 | 1 | 0 | 4  | 1  | +3   |  | Turquie                    |     | 1-0 | 1-1 | 2-0 |
| 2    | France         | 6   | 3 | 2 | 0 | 1 | 5  | 1  | +4   |  | France                     | 0-1 |     | 4-0 | 1-0 |
| 3    | Pays de Galles | 2   | 3 | 0 | 2 | 1 | 1  | 5  | -4   |  | Pays de Galles             | 1-1 | 0-4 |     | 0-0 |
| 4    | Norvège        | 1   | 3 | 0 | 1 | 2 | 0  | 3  | -3   |  | Norvège                    | 0-2 | 0-1 | 0-0 |     |

### Groupe 6
| Rang | Équipe    | Pts | J | G | N | P | Bp | Bc | Diff |  | Résultats (▼ dom., ► ext.) |     |     |     |     |
| ---- | --------- | --- | - | - | - | - | -- | -- | ---- |  | -------------------------- | --- | --- | --- | --- |
| 1    | Suisse    | 6   | 3 | 2 | 0 | 1 | 5  | 3  | +2   |  | Suisse                     |     | 1-0 | 1-2 | 3-1 |
| 2    | Allemagne | 6   | 3 | 2 | 0 | 1 | 5  | 2  | +3   |  | Allemagne                  | 0-1 |     | 4-1 | 1-0 |
| 3    | Serbie    | 4   | 3 | 1 | 1 | 1 | 3  | 5  | -2   |  | Serbie                     | 2-1 | 1-4 |     | 0-0 |
| 4    | Hongrie   | 1   | 3 | 0 | 1 | 2 | 1  | 4  | -3   |  | Hongrie                    | 1-3 | 0-1 | 0-0 |     |

### Groupe 7
| Rang | Équipe     | Pts | J | G | N | P | Bp | Bc | Diff |  | Résultats (▼ dom., ► ext.) |     |     |     |     |
| ---- | ---------- | --- | - | - | - | - | -- | -- | ---- |  | -------------------------- | --- | --- | --- | --- |
| 1    | Angleterre | 9   | 3 | 3 | 0 | 0 | 11 | 0  | +11  |  | Angleterre                 |     | 4-0 | 2-0 | 5-0 |
| 2    | Suède      | 6   | 3 | 2 | 0 | 1 | 7  | 4  | +3   |  | Suède                      | 0-4 |     | 2-0 | 5-0 |
| 3    | Slovaquie  | 3   | 3 | 1 | 0 | 2 | 2  | 4  | -2   |  | Slovaquie                  | 0-2 | 0-2 |     | 2-0 |
| 4    | Malte      | 0   | 3 | 0 | 0 | 2 | 0  | 7  | -7   |  | Malte                      | 0-5 | 0-5 | 0-2 |     |

### Meilleur deuxième
Le meilleur deuxième est qualifié pour la phase finale. Seuls les matchs contre le premier et le troisième du groupe sont pris en compte.
| Équipe               | Groupe | G | N | P | Bp | Bc | Diff | Pts |
| -------------------- | ------ | - | - | - | -- | -- | ---- | --- |
| France               | 5      | 1 | 0 | 1 | 4  | 1  | +3   | 3   |
| Allemagne            | 6      | 1 | 0 | 1 | 4  | 2  | +2   | 3   |
| République d'Irlande | 3      | 1 | 0 | 1 | 3  | 3  | 0    | 3   |
| Pays-Bas             | 1      | 1 | 0 | 1 | 2  | 2  | 0    | 3   |
| Belgique             | 4      | 1 | 0 | 1 | 1  | 1  | 0    | 3   |
| Croatie              | 2      | 1 | 0 | 1 | 2  | 3  | −1   | 3   |
| Suède                | 7      | 1 | 0 | 1 | 2  | 4  | -2   | 3   |

## Tournoi Final
Le tournoi final s'est déroulé en mai 2010 au Liechtenstein. L'équipe du Liechtenstein qui est pourtant la nation hôte du tournoi, ne participe pas au tournoi final pour manque de joueurs.
Le tirage au sort s'est déroulé au Kunstmuseum à Vaduz le 7 avril 2010, il a effectué par Jim Boyce (vice-président du Comité Juniors et amateurs de l'UEFA) et Peter Jehle (actuel gardien de la sélection du Liechtenstein). Le tournoi s'est déroulé du 18 au 30 mai 2010.

### Groupe A
| Rang | Équipe   | Pts | J | G | N | P | Bp | Bc | Diff |
| ---- | -------- | --- | - | - | - | - | -- | -- | ---- |
| 1    | Espagne  | 9   | 3 | 3 | 0 | 0 | 8  | 1  | +7   |
| 2    | France   | 6   | 3 | 2 | 0 | 1 | 5  | 3  | +2   |
| 3    | Portugal | 3   | 3 | 1 | 0 | 2 | 3  | 3  | 0    |
| 4    | Suisse   | 0   | 3 | 0 | 0 | 3 | 1  | 10 | -9   |

#### 1rejournée
| 18 mai 2010 17h30 (HEC) | France                        | 1 - 2 | Espagne               | Rheinpark Stadion, Vaduz |                         |
|                         | Koura 66e · Yamnaine 63e, 70e |       | Bernat 24e · Paco 75e | Arbitrage : Euan Norris  | Arbitrage : Euan Norris |
|                         | Rapport                       |       |                       | Arbitrage : Euan Norris  | Arbitrage : Euan Norris |

| 18 mai 2010 17h30 (HEC) | Portugal                      | 3 - 0 | Suisse | Sportpark Eschen-Mauren, Eschen |                           |
|                         | Esgaio 25e, 50e · Fonseca 48e |       |        | Arbitrage : Artyom Kuchin       | Arbitrage : Artyom Kuchin |
|                         | Rapport                       |       |        | Arbitrage : Artyom Kuchin       | Arbitrage : Artyom Kuchin |

#### 2ejournée
| 21 mai 2010 17h00 (HEC) | Espagne                     | 4 - 0 | Suisse | Rheinpark Stadion, Vaduz  |                           |
|                         | Paco 13e 36e 43e · Ortí 48e |       |        | Arbitrage : Antti Munukka | Arbitrage : Antti Munukka |
|                         | Rapport                     |       |        | Arbitrage : Antti Munukka | Arbitrage : Antti Munukka |

| 21 mai 2010 20h00 (HEC) | France                                | 1 - 0 | Portugal | Sportpark Eschen-Mauren, Eschen |                             |
|                         | Pogba 29e · Omrani 56e · Leroux 80+4e |       |          | Arbitrage : Christof Virant     | Arbitrage : Christof Virant |
|                         | Rapport                               |       |          | Arbitrage : Christof Virant     | Arbitrage : Christof Virant |

#### 3ejournée
| 24 mai 2010 17h00 (HEC) | Suisse       | 1 - 3 | France                     | Sportpark Eschen-Mauren, Eschen |                                 |
|                         | Zarkovic 30e |       | Sanogo 43e 47e · Koura 64e | Arbitrage : Vadims Direktorenko | Arbitrage : Vadims Direktorenko |
|                         | Rapport      |       |                            | Arbitrage : Vadims Direktorenko | Arbitrage : Vadims Direktorenko |

| 24 mai 2010 17h00 (HEC) | Espagne        | 2 - 0 | Portugal | Rheinpark Stadion, Vaduz      |                               |
|                         | Gerard 69e 73e |       |          | Arbitrage : Stanislav Todorov | Arbitrage : Stanislav Todorov |
|                         | Rapport        |       |          | Arbitrage : Stanislav Todorov | Arbitrage : Stanislav Todorov |

### Groupe B
| Rang | Équipe     | Pts | J | G | N | P | Bp | Bc | Diff |
| ---- | ---------- | --- | - | - | - | - | -- | -- | ---- |
| 1    | Angleterre | 9   | 3 | 3 | 0 | 0 | 6  | 2  | +4   |
| 2    | Turquie    | 4   | 3 | 1 | 1 | 1 | 5  | 4  | +1   |
| 3    | Tchéquie   | 2   | 3 | 0 | 2 | 1 | 2  | 4  | -2   |
| 4    | Grèce      | 1   | 3 | 0 | 1 | 2 | 1  | 4  | -3   |

#### 1rejournée
| 18 mai 2010 20h30 (HEC) | Grèce                                          | 1 - 3 | Turquie                                | Sportpark Eschen-Mauren, Eschen |                             |
|                         | Diamantakos 62e (Pen) · Polychronakis 46e, 79e |       | Yokuslu 16e · Akçakin 60e, 80+2e (Pen) | Arbitrage : Christof Virant     | Arbitrage : Christof Virant |
|                         | Rapport                                        |       |                                        | Arbitrage : Christof Virant     | Arbitrage : Christof Virant |

| 18 mai 2010 20h30 (HEC) | Angleterre                              | 3 - 1 | Tchéquie | Rheinpark Stadion, Vaduz      |                               |
|                         | Barkley 21e · McEachran 68e · Afobe 69e |       | Plšek 7e | Arbitrage : Stanislav Todorov | Arbitrage : Stanislav Todorov |
|                         | Rapport                                 |       |          | Arbitrage : Stanislav Todorov | Arbitrage : Stanislav Todorov |

#### 2ejournée
| 21 mai 2010 17h00 (HEC) | Turquie     | 1 - 1 | Tchéquie | Sportpark Eschen-Mauren, Eschen |                                 |
|                         | Akçakin 43e |       | Haša 70e | Arbitrage : Vadims Direktorenko | Arbitrage : Vadims Direktorenko |
|                         | Rapport     |       |          | Arbitrage : Vadims Direktorenko | Arbitrage : Vadims Direktorenko |

| 21 mai 2010 20h00 (HEC) | Grèce   | 0 - 1 | Angleterre  | Rheinpark Stadion, Vaduz  |                           |
|                         |         |       | Barkley 35e | Arbitrage : Artyom Kuchin | Arbitrage : Artyom Kuchin |
|                         | Rapport |       |             | Arbitrage : Artyom Kuchin | Arbitrage : Artyom Kuchin |

#### 3ejournée
| 24 mai 2010 20h00 (HEC) | Tchéquie  | 0 - 0 | Grèce | Sportpark Eschen-Mauren, Eschen |                         |
|                         | Kalas 65e |       |       | Arbitrage : Euan Norris         | Arbitrage : Euan Norris |
|                         | Rapport   |       |       | Arbitrage : Euan Norris         | Arbitrage : Euan Norris |

| 24 mai 2010 20h00 (HEC) | Turquie    | 1 - 2 | Angleterre                     | Rheinpark Stadion, Vaduz  |                           |
|                         | Derıcı 31e |       | Berahino 35e · Hall 62e (pen.) | Arbitrage : Antti Munukka | Arbitrage : Antti Munukka |
|                         | Rapport    |       |                                | Arbitrage : Antti Munukka | Arbitrage : Antti Munukka |

### Demi-finales
| 27 mai 2010 16h00 (HEC) | Angleterre      | 2 - 1 | France    | Rheinpark Stadion, Vaduz      |                               |
|                         | Wickham 23e 40e |       | Pogba 56e | Arbitrage : Stanislav Todorov | Arbitrage : Stanislav Todorov |
|                         | Rapport         |       |           | Arbitrage : Stanislav Todorov | Arbitrage : Stanislav Todorov |

| 27 mai 2010 20h00 (HEC) | Espagne                            | 3 - 1 | Turquie                     | Rheinpark Stadion, Vaduz |                         |
|                         | Rodríguez 11e · Paco 63e 66e (Pen) |       | Çalış 23e · Kartal 28e, 51e | Arbitrage : Euan Norris  | Arbitrage : Euan Norris |
|                         | Rapport                            |       |                             | Arbitrage : Euan Norris  | Arbitrage : Euan Norris |

### Finale
| 30 mai 2010 17h30 (HEC) | Angleterre               | 2 - 1 | Espagne    | Rheinpark Stadion, Vaduz  |                           |
| | Wisdom 30e · Wickham 42e | | Gerard 22e | Arbitrage : Antti Munukka | Arbitrage : Antti Munukka |
| | Rapport                  | |            | Arbitrage : Antti Munukka | Arbitrage : Antti Munukka |
| Butland - Pilatos 69e, Coady , Chalobah, Wisdom - McEachran 62e ( 79e Thorpe), Barkley - Afobe ( 72e Hall), Keane ( 66e Thorne), Garbutt, Wickham | Équipes                  | Ortolá - Edu ( 72e Bernat), Ramalho , Álvarez, Israel - Campaña, Darder, Gerard - Rodríguez, Ortí ( 45e Pablo), Paco |            | Arbitrage : Antti Munukka | Arbitrage : Antti Munukka |

## Résultat
| Championnat d'Europe des - 17 ans 2010 - Vainqueur Angleterre 1er titre |